# Калєічі
Калєічи (тур. Kaleiçi) — історичний центр Анталії, Туреччина. Район оточують як морські, так і сухопутні стіни. Він має споруди, що відносяться до римської, візантійської, сельджукської, османської та сучасної турецької республіканської епох. Велика частина будівель, проте, датується кінцем 18 і 19 століть. Але при цьому — важливість старих будинків передає дуже корисну інформацію не тільки з точки зору архітектури, а й про спосіб життя людей, їх поведінку, традиції й соціальні аспекти.
Сама назва «Kaleiçi» означає «всередині фортеці» або «внутрішня фортеця» (слово kale на турецькій означає «замок» або «фортеця»), і зараз є синонімом Старого міста.

## Опис
Вулиці району Калєічи дуже вузькі. Часто вони тягнуться вгору від порту в напрямку зовнішніх стін. Будинки можуть відрізнятися в залежності від економічних можливостей їх власників і цілей використання. Але їх загальних характеристик досить багато. Практично всі будинки зроблені з кам'яної кладки та дерева. Всі вони мають вуличний фасад і невеликий вуличний сад. На першому поверсі вікна виходять на вулицю. На верхньому поверсі є еркер, виконаний відповідно до домашньої та вуличної архітектури. Ці звиси прикрашені орнаментом з дерева. Багато будинків в Калєічи були відновлені у своєму первісному вигляді. Нині Калєічи пропонує розважальні заклади, гуртожитки, ресторани, сувенірні магазини та антикваріат. Район став туристичним центром з магазинами з продажу килимів. Крім того, найвідомішою з історичних мечетей в Калєічи є Мінарет Ївлі, який вважається символом Анталії.